# زامة
زَامَة أو جَامَة هي مدينة أثرية تونسية، تقع في ولاية سليانة.
شهدت هذه المدينة معركة زاما الشهيرة التي دارت سنة 202 ق.م بين القرطاجيين والرومان.
تقع المدينة على بعد 9 كيلومترات شمال سليانة وتحديدا على الطرف الشمالي لجبل مسوج. وقد تعرض اسم المدينة لعديد التغييرات.
في عام 202 قبل الميلاد دارت معركة زاما الشهيرة التي انهزم فيها القائد حنبعل أمام عدوه اللدود سكيبيو الإفريقي لتنفرد روما آنذاك بالسيطرة على ضفاف البحر الأبيض المتوسط، المكان الذي شهد الفصل الاخير لملحمة حنبعل ظل لسنوات عدة محل خلاف بين العلماء والمؤرخين والباحثين في التاريخ القديم. فمنهم من أكّد دون تقديم أدلة قاطعة أن «زاما» ليست سوى مدينة جاما الاثرية الموجودة بولاية سليانة، بينما قدم آخرون مجموعة من الافتراضات وذكروا مواقع مثل مدينة 7 أبيار ومنطقة سيدي عمر الجديدي.
ولحل الاشكال القائم والعثور على أدلة كافية تحسم الخلاف قرر الباحث احمد الفرجاوي (من المعهد الوطني للتراث) إجراء حفريات على عين المكان بمساعدة فريق بحث متكون من طلبة ينتمون إلى المعهد.
وبعد دراسات وبحوث وحفريات انطلقت رسميا عام 1996 ولا تزال متواصلة إلى الآن تم العثور على نقيشة تثبت أن موقع جاما الحالي (بولاية سليانة) هو بالفعل زاما الملكية التي ارتبط اسمها بمعركة حنبعل ضد سكيبيو الإفريقي.
لماذا هذا الاهتمام بزاما؟ وإلى ماذا توصلت الحفريات؟ وما هي القيمة التاريخية للموقع ذاته؟
في العهد القديم وحسب نقيشة موجودة بالموقع الاثري كان يطلق على المكان اسم زمن ثم حذفت النون ليصبح اسمها زاما. وذكرت النصوص الاغريقية والرومانية اسم «زاما ريجيا» أي زاما الملكية. أما في اللغة العربية فقد تم استبدال الزاي بحرف الجيم لتتحول «زاما» إلى «جاما».
وكان الظاهر في الموقع قبل الحفريات صهاريج عمومية لتخزين المياه وعين ماء قديمة وبقايا حصن بيزنطي وجدران بنايات. وبعد القيام بالحفريات برزت إلى العيان عدة مواقع وآثار منها منزل روماني ومعبد يعود تاريخه إلى القرن الثاني قبل الميلاد وقسم من الحصن البيزنطي ومنازل بيزنطية في أروقة المعبد. إضافة إلى حي من العهد الوسيط (الزيري والحفصي)، وبقايا آثار تعود إلى القرن الرابع قبل الميلاد (نوميدية).
ولاحظ الباحثون ان هذا الموقع يحتوي على آثار ترجع إلى الفترة ما بين القرن الخامس قبل الميلاد والعهد الحالي. فكل الفترات التاريخية متواجدة في الموقع الاثري. كما يوجد في المدينة حي سكني صغير يقطنه مجموعة من «الجاميين» نسبة إلى «جاما» أو زاما الملكية. وساهمت الحفريات في الكشف عن عدد 2 من الحنايا لجلب المياه أضيفت إلى الحنايا الثلاث التي كانت موجودة من قبل. كما كشفت الحفريات سد مقوسا وهو الوحيد في شكله الحالي بضفاف البحر الأبيض المتوسط.
وتستمد جاما أهميتها التاريخية من ارتباط اسمها بمعركة حنبعل ضد سكيبيو الإفريقي. فعندما يذكر حنبعل تذكر «زاما الملكية» التي شهدت نهاية ملحمة حنبعل وهيمنة روما على ضفاف المتوسط. وتأتي المدينة بعد قرطاج مباشرة من حيث الشهرة وميل السياح إلى زيارتها. وهي معروفة في أمريكا وأوروبا ومدرجة في الكتب المدرسية.
وتؤكد النصوص التاريخية أن «جاما» كانت المدينة الرئيسية لكامل الجهة (المقاطعة النوميدية) في ولاية سليانة وقسم من الكاف. ثم أصبحت مدينة ملكية يسكنها الملك وحاشيته وكانت تضم قصر الملك نفسه. وأضافت النصوص ان الملك يوبا الاول كان يقطن في جاما (45 قبل الميلاد) وقد جمع فيها عائلته وأمواله وخرج منها لمحاربة قيصر عندما جاء إلى تونس.
ومن المؤرخين من يرجح ان «جاما» هي عاصمة أفريكا نوفا المقاطعة الرومانية المشهورة أي افريكا الحديثة. وقد التصق اسم المدينة بمعارك غيرت تاريخ تونس مثل معركة يوبا الاول ضد يوليوس قيصر لتصبح بعد انهزامه مقاطعة رومانية ثم معمرة يتمتع سكانها بحقوق واجبات سكان روما أنفسهم وفي العهد الوسيط تواصل العيش بالمدينة وخاصة في العهدين الزيري والحفصي.
و لا تزال المدينة تحتفظ بصورة مشرفة عن القائد حنبعل ويقال أن سكان المدينة رفعوا القائد القرطاجني إلى مرتبة القداسة وصنفوه في مرتبة ولي صالح تحت اسم «سيدي النبيل». ويقال أن اسم الولي الصالح هو تحريف لاسم حنبعل باللاتينية (هانيبال). وجاء في الاسطورة ان ذئبا وهو رمز روما اقترب ذات مرة من الضريح وسرق زيت المصباح الموجود به. وهذا تأكيد لقيمة الرجل في عيون اعدائه وخوفهم الازلي منه حتى بعد وفاته.

### مواضيع ذات علاقة
- ولاية سليانة.